# 팩맨 (비디오 게임)

팩맨(영어: Pac-Man, 일본어: パックマン)은 1980년 5월에 발매된 남코(이후 반다이 남코 엔터테인먼트)의 간판 게임이다. 세계에서 가장 알려진 미국산 게임 중 하나이며, 2005년에는 가장 성공한 아케이드 게임으로서 기네스북에 올랐다. 처음 발매되었을 때 영어 표기는 "퍽맨"(Puck Man)이었으나 앞 글자 P를 F로 착각할 경우 속어 (욕)로 오해할 여지가 많았고, 발음도 비슷했다. 그래서 미드웨이 사가 미국에 발매할 때 이름을 팩맨 (Pac Man)으로 바꾼 것이 현재까지 계속 이어지고 있다.

## 게임 플레이
미로 안에서 노란 원형에 입만 존재하는
캐릭터 팩맨을 움직여 4마리의 고스트를 피해 모든 쿠키를 먹는 것이 목적으로, 쿠키를 모두
먹으면 다음 스테이지로 넘어간다. 스테이지에 따른 미로의 변화는 없고 난이도의 변화만
있다. 각 스테이지에는 4개의 파워 쿠키가
존재, 파워 쿠키를 먹을 경우 일정 시간 동안 고스트가 파란색이 되어서는 팩맨으로부터
도망친다. 이 상태에서 팩맨이 고스트를 먹을 경우, 해당 고스트는 눈 2개만 남은 채 리스폰 장소로 되돌아간 뒤 원래 모습이 되어 다시 나온다. 고스트가
기본 모습일 때 팩맨과 붙으면 체력이 1개씩
줄어들고 리스폰 장소부터 다시 시작하게
된다. 체력이 모두 소진되면 패배하게 된다.

## 그외
팩맨을 구글에 검색하면 팩맨을 쉽게 즐길 수 있다. 모바일과 pc 둘다 플레이가 가능하며, 게임 이름은 Play PAC-MAN Doodle이다.

## 평가
| 평가 |              |
| --- | ------------ |
| 평론 점수 평론사 점수 올게임 (AC) [ 1 ] (NES) [ 2 ] CVG 9/10 [ 3 ] 유로게이머 10/10 [ 4 ] IGN 7/10 [ 5 ] Mean Machines 80% [ 6 ] Popular Computing Weekly [ 7 ] |              |
| 평론 점수 |              |
| 평론사 | 점수         |
| 올게임 | (AC) · (NES) |
| CVG | 9/10         |
| 유로게이머 | 10/10        |
| IGN | 7/10         |
| Mean Machines | 80%          |
| Popular Computing Weekly | [ 7 ]        |